# North Vancouver (distrito)
North Vancouver é uma municipalidade distrital (tecnicamente, uma cidade) da província canadense de Colúmbia Britânica. Sua população é de 82 310 habitantes, sua área é de 160,47 km², e sua densidade populacional é de 512,9 habitantes por quilômetro quadrado.